# Eskiçeltek, Uğurludağ
Eskiçeltek là một xã thuộc huyện Uğurludağ, tỉnh Çorum, Thổ Nhĩ Kỳ. Dân số thời điểm năm 2010 là 457 người.